# Will Sampson
William Sampson Jr. (Okmulgee, Oklahoma, 27 de septiembre de 1933-Houston, 3 de junio de 1987) fue un actor de televisión y cine, y pintor amerindio estadounidense. Es recordado por sus papeles como el "Jefe" Bromden en el clásico One Flew Over the Cuckoo's Nest y Taylor "The Medicine Man" en Poltergeist II.

## Biografía

### Primeros años
Nació y fue criado en el territorio indio de la etnia maskoki (llamada también creek), en Oklahoma. Llamado Sonny por su familia y amigos, desde pequeño mostró su inclinación artística por el dibujo, siendo autodidacta. Su carácter lo llevó a abandonar su escuela a los catorce años y, siguiendo su espíritu aventurero, comenzó a trabajar como jinete de rodeo. 
Sirvió en la Armada de los Estados Unidos de 1953 a 1955, trabajando después en varios oficios en el área de la construcción, el petróleo y la industria, sin abandonar el dibujo y la pintura. Su inquietud artística lo llevó a participar como actor teatral en el American Indian Theater Company en Tulsa. Pero él prefería moverse con libertad y frecuentemente se iba a las montañas para pintar. 

### Carrera como actor

#### Atrapado sin salida
En una de estas ocasiones se encontraba en las cercanías de Yakima (Washington) cuando uno de sus amigos le contó que una compañía de audición buscaba a «un indio alto y feo» para una producción cinematográfica. Will lo encontró interesante y se presentó. Nada más entrar en el set impresionó a todos por su presencia y estatura, 1,96 m., quedando elegido para el papel de Jefe Bromden, un amerindio en el filme Alguien voló sobre el nido del cuco (One Flew Over the Cuckoo's Nest) de 1975, dirigido por Miloš Forman, actuando junto con Jack Nicholson y otras estrellas del momento en un personaje que lo haría memorable en el ambiente cinematográfico.

#### Otros éxitos
Su carrera cinematográfica continuó en Buffalo Bill and the Indians, or Sitting Bull's History Lesson (1976) de Robert Altman; El fuera de la ley (The Outlaw Josey Wales, 1976), dirigida y protagonizada por Clint Eastwood, y El desafío del búfalo blanco (1977) de J. Lee Thompson, entre otras. 
Recibió una nominación al premio canadiense Genie Awards por su papel en el filme Fish Hawk (1979).
Comenzó también a participar en series de televisión, de las cuales destacan Vega$ (1978-1981) y La rosa amarilla (1983). Llegó a participar en cinco largometrajes más (entre los que destaca la segunda película de la saga Poltergeist), seis películas para televisión y cinco series de televisión.

### Fallecimiento
Murió a los cincuenta y tres años de edad en Houston, Texas, debido a una complicación renal durante su período posoperatorio.

## Filmografía

### Cine
| Año  | Título                            | Personaje         | Nota(s)             |
| ---- | --------------------------------- | ----------------- | ------------------- |
| 1975 | One Flew Over the Cuckoo's Nest   | Jefe Bromden      | Su primera película |
| 1975 | Crazy Mama, de Jonathan Demme     | Indian At Trading |                     |
| 1976 | Buffalo Bill y los indios         | El intérprete     |                     |
| 1976 | El fugitivo Josey Wales           | 10 Osos           |                     |
| 1977 | El desafío del búfalo blanco      | Caballo Loco      |                     |
| 1977 | Orca, la ballena asesina          | Umilak            |                     |
| 1979 | Fish Hawk                         | Fish Hawk         |                     |
| 1985 | Insignificance, de Nicolas Roeg   | Ascensorista      |                     |
| 1986 | Poltergeist II: La otra dimensión | Taylor            |                     |
| 1986 | El templo del oro                 | Tall Eagle        | Su última película  |

### Televisión
| Año       | Título                         | Personaje                        | Nota(s)                  |
| --------- | ------------------------------ | -------------------------------- | ------------------------ |
| 1977      | Relentless                     | Sam Watchman                     | Película para televisión |
| 1977      | The Hunted Lady                | Viejo George                     | Película para televisión |
| 1978      | Standing Tall                  | Lonny Moon                       | Película para televisión |
| 1978-1979 | Vega$                          | Harlon Twoleaf                   | 6 episodios              |
| 1979      | De aquí a la eternidad         | Cabo Cheney                      | Miniserie                |
| 1980      | Alcatraz. Historia de una fuga | Papá de Clarence                 |                          |
| 1982      | Born to the Wind               | Oso pintado                      | Película para televisión |
| 1983-1984 | The Yellow Rose                | John Stronghart                  | 7 episodios              |
| 1984      | The Mystic Warrior             | Wambli                           | Película para televisión |
| 1985      | Wildside                       | Toro falso sentado               |                          |
| 1986      | American Playhouse             | Wingina                          |                          |
| 1987      | Grandes cuentos y leyendas     | Chief                            |                          |
| 1987      | The Gunfighters (Forajidos)    | Pasajero en tren (no acreditado) | Su última actuación      |